# Антонихинский сельсовет
Анто́нихинский сельсове́т — административно-территориальное и муниципальное образование в составе Варнавинского района Нижегородской области.
Административный центр — деревня Антониха.

## Населённые пункты
В состав поселения входят:
- д. Антониха
- д. Гришино
- п. Красный Луч
- д. Кулигино
- д. Мусиха
- д. Непогодиха
- д. Парагузиха